# Condado de Pickens (Carolina del Sur)
El condado de Pickens (en inglés, Pickens County, South Carolina) es un condado del estado de Carolina del Sur. Estados Unidos. Tiene una población estimada, a mediados de 2021, de 132 229 habitantes.
La sede del condado es Pickens.

## Historia
El Condado de Pickens se formó en 1826. Su nombre es en homenaje a Andrew Pickens, un líder de la milicia durante la Revolución Americana y miembro del Congreso de Estados Unidos.

## Geografía
Según la Oficina del Censo, el condado tiene un área total de 1330 km², de la cual 1290 km² son tierra y 40 km² son agua.

### Condados adyacentes
- Condado de Transilvania - norte
- Condado de Greeville - este
- Condado de Anderson - sur
- Condado de Oconee - oeste

## Demografía

### Censo de 2020
Según el censo de 2020, en ese momento había 131 404 personas residiendo en el condado.
| Raza                   | Núm.    | Porc.  |
| ---------------------- | ------- | ------ |
| Blancos                | 108 696 | 82.72% |
| Afroamericanos         | 8528    | 6.49%  |
| Amerindios             | 423     | 0.32%  |
| Asiáticos              | 2735    | 2.08%  |
| Isleños del Pacífico   | 37      | 0.03%  |
| Otras razas            | 3249    | 2.47%  |
| De una mezcla de razas | 7736    | 5.89%  |
| Total                  | 131 404 | 100%   |

Del total de la población, el 5.00% son hispanos o latinos de cualquier raza.

### Censo de 2000
En el 2000, los ingresos de los hogares del condado eran de $36 214 y los ingresos de las familias eran de $44 507. Los ingresos per cápita eran de $17 434. Los hombres tenían ingresos per cápita por $31 795 frente a los $22 600 que percibían las mujeres. Alrededor del 13.70% de la población estaba bajo el umbral de pobreza nacional.

## Lugares

### Pueblos y ciudades
- Arial (CDP)
- Central
- Clemson
- Easley
- Liberty
- Norris
- Pickens
- Sunset
- Six Mile

### Colegios y universidades
- Universidad de Clemson
- Universidad del Sur de Wesleyan

### Principales carreteras
| - US 76 - US 123 - US 178 |